# Encyclopedia Titanica
A Encyclopedia Titanica é um trabalho de referência online contendo informações extensas e constantemente atualizadas sobre o RMS Titanic. O site, um empreendimento sem fins lucrativos, é um banco de dados de biografias de passageiros e tripulantes, planos de convés e artigos apresentados por historiadores ou entusiastas do Titanic. Em 1999, o jornal The New York Times observou que o site "pode ser o site mais extenso sobre o Titanic", com base em seu conteúdo. O Chicago Tribune chamou-lhe de "um site maravilhosamente detalhado".

## História
A Encyclopedia Titanica foi fundado por Philip Hind. O site foi lançado em setembro de 1996. Em março de 1999, o site recebeu 600 mil acessos. Atualmente, é o recurso mais renomado e abrangente para informações sobre o Titanic.

## Conteúdo
A Encyclopedia Titanica contém uma ampla gama de informações sobre o navio, seus passageiros e uma variedade de assuntos relacionados. Cada passageiro e membro da tripulação possui uma página separada contendo, pelo menos, dados biográficos, e muitos deles contêm biografias detalhadas, fotografias e artigos contemporâneos. O site também contém pesquisas originais de historiadores profissionais e amadores do Titanic de todas as partes do mundo.
A Encyclopedia Titanica também contém um fórum de discussão ativo com mais de 11.700 membros e 300.000 mensagens. Entre os tópicos de discussão no fórum estão os seguintes:
- Pesquisas sobre os passageiros
- Números de cabine
- Teorias sobre a colisão e naufrágio
- Pesquisas sobre a tripulação
- Descoberta, resgate de artefatos e exploração
- A Era eduardiana
- Vida a bordo
- Vítimas e sobreviventes
- Navios que poderiam ter estado nas proximidades do naufrágio
- Construção e design
- O Titanic em arte, fotografia e música
- O Titanic em livros
- O Titanic em filmes
- O Titanic na televisão
- Outros navios e naufrágios